# تاینارا سانتوس
تاینارا سانتوس (پرتغالی: Tainara Santos؛ زادهٔ ۹ مارس ۲۰۰۰) بازیکن والیبال زن اهل برزیل است.
از باشگاه‌هایی که در آن بازی کرده است می‌توان به باشگاه والیبال اوزاسکو اشاره کرد.